# Anton Vieweg
Anton Erich Vieweg (ur. 2001) – niemiecki zapaśnik walczący w stylu klasycznym. 
Zajął ósme miejsce na mistrzostwach Europy w 2024. Trzeci na ME U-23 w 2024. Wicemistrz Europy juniorów w 2021 roku.
Wicemistrz Niemiec w 2023 i 2024; trzeci w 2022 roku.